# John Lowell Burton

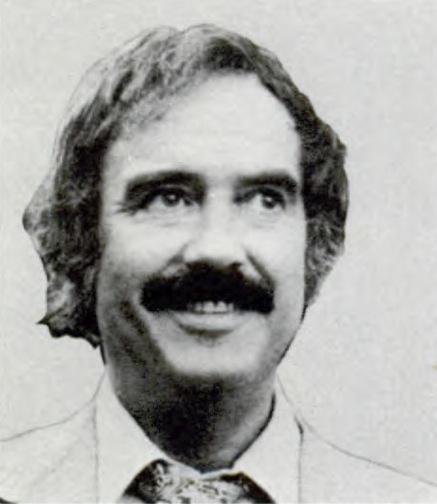
John Lowell Burton (1977)

John Lowell Burton (* 15. Dezember 1932 in Cincinnati, Ohio) ist ein US-amerikanischer Politiker. Zwischen 1974 und 1983 vertrat er den Bundesstaat Kalifornien im US-Repräsentantenhaus. Von April 2009 bis Mai 2017 war er Vorsitzender der Demokratischen Partei in Kalifornien.

## Werdegang
John Burton ist der jüngere Bruder des Kongressabgeordneten Phillip Burton (1926–1983) und der Schwager von dessen Witwe, der Kongressabgeordneten Sala Burton (1925–1987). Er besuchte bis 1950 die Lincoln High School in San Francisco und danach bis 1954 das San Francisco State College. Zwischen 1954 und 1956 diente er in der US Army. Nach einem anschließenden Jurastudium an der University of San Francisco Law School und seiner 1961 erfolgten Zulassung als Rechtsanwalt begann er in diesem Beruf zu arbeiten. Gleichzeitig schlug er als Mitglied der Demokratischen Partei eine politische Laufbahn ein. Zwischen 1965 und 1974 saß er als Abgeordneter in der California State Assembly. In den Jahren 1973 und 1974 war er erstmals Vorsitzender seiner Partei in Kalifornien. Zwischen 1968 und 1980 nahm er als Delegierter an allen Democratic National Conventions teil.
Nach dem Rücktritt des Abgeordneten William S. Mailliard wurde Burton bei der fälligen Nachwahl für den sechsten Sitz von Kalifornien als dessen Nachfolger in das US-Repräsentantenhaus in Washington, D.C. gewählt, wo er am 4. Juni 1974 sein neues Mandat antrat. Nach vier Wiederwahlen konnte er bis zum 3. Januar 1983 im Kongress verbleiben. Seit 1975 vertrat er als Nachfolger seines Bruders Phillip den fünften Distrikt seines Staates. Das war praktisch nur ein Tausch der Wahlbezirke, weil Phillip Burton anschließend den sechsten Distrikt im Kongress repräsentierte. Gleich zu Beginn seiner Zeit im Kongress erlebte John Burton den Höhepunkt der Watergate-Affäre mit dem Rücktritt von Präsident Richard Nixon. Im Jahr 1982 verzichtete er auf eine weitere Kandidatur. Danach kehrte sein Bruder Phillip noch einmal in den fünften Wahlbezirk zurück, den er bis zu seinem Tod am 10. April 1983 im Kongress vertrat. Der fünfte Distrikt blieb auch danach noch in der Hand der Burtons, weil Phillips Witwe Sala Burton das Mandat übernahm und bis zum 1. Februar 1987 ausüben konnte.
Nach dem Ende seiner Zeit im US-Repräsentantenhaus praktizierte John Burton wieder als Anwalt. Von 1988 bis 1996 war er noch einmal Abgeordneter in der State Assembly; zwischen 1996 und 2004 gehörte er dem Senat von Kalifornien an. Er gründete die John Burton Foundation zur Unterstützung heimatloser Kinder in Kalifornien. Im Jahr 2009 wurde er als Nachfolger von Arthur Torres noch einmal zum Staatsvorsitzenden der Demokratischen Partei in Kalifornien gewählt und bekleidete dieses Amt bis zum Juni 2017, als ihm Rusty Hicks nachfolgte.